# 保马行动
保马行动，是希山慕丁和阿兹敏阿里的政治计划，确保首相马哈迪·莫哈末做满五年任期，部分希望联盟领袖也参与其中。

## 经过
2019年10月，据当今大马的报道引述巫统及人民公正党消息人士说，根据“保马行动”，时任首相马哈迪·莫哈末做满五年任期卸任后，将由阿兹敏阿里和希山慕丁分别出任正副首相。

## 各方反应
- 希山慕丁表示，指他密谋成立新政府的希望联盟国会议员，该找总主席马哈迪·莫哈末谈谈，而不是怪罪他或国阵与巫统[5]。
- 巫统主席阿末扎希冷待这项传闻，并为希山慕丁辩护，相信希山慕丁诚心维护巫统团结[6]。
- 巫统秘书安努亚慕沙：巫统无意通过走后门执政[7]。